# Bogårdsmur

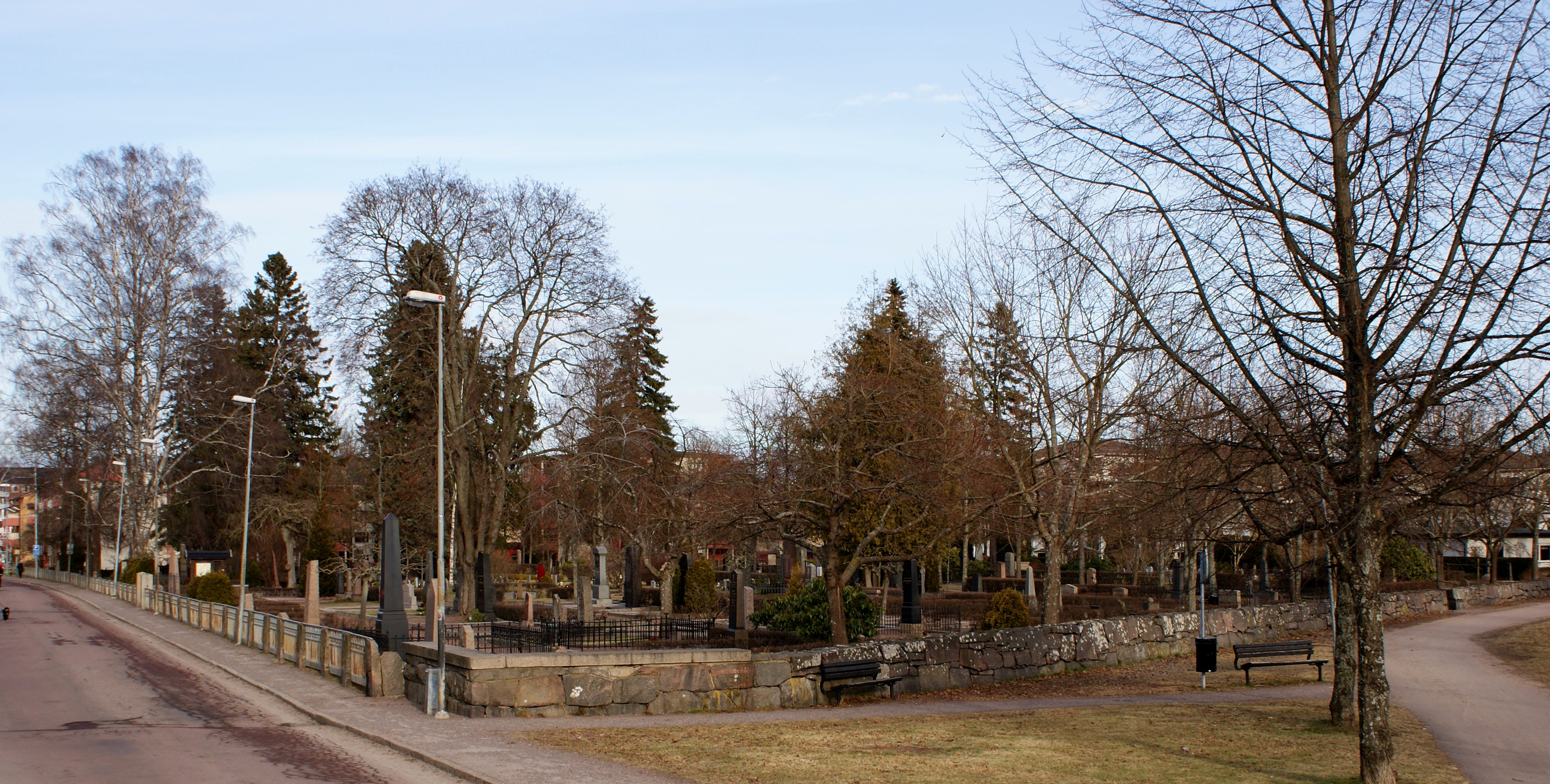
Bogårdsmur runt Östra kyrkogården i Karlstad

Bogårdsmur, eller kyrkogårdsmur, är den mur som omger en kyrkogård eller begravningsplats. 

## Historik
Med kristendomens införande började de döda begravas i anslutning till kyrkan och i vigd jord. Bogårdsmuren hade flera funktioner. När en kyrkogård fylldes upp med jord bidrog muren till att hålla jorden på plats. Bogårdsmuren avgränsade kyrkogårdens vigda jord både fysiskt och symboliskt från marken runtom och hindrade bland annat att djur tog sig in på kyrkogården. Bogårdsmuren ger också besökaren avskildhet från omvärlden.
I 1686 års kyrkolag angavs att kyrkogårdarna skulle vara väl inhägnade. Många kyrkogårdar omgärdades tidigt av hägnader i timmer, så kallade kyrkbalkar. 1764 beslutades det att kyrkogårdar skulle omgärdas av en gråstensmur utan murbruk, det vill säga en kallmur. Från år 1804 ändrades lagen och muren fick fogas med bruk så länge den täcktes av ett ”tak”, en avtäckning, som hindrade att fukt kom in i konstruktionen.
Den sten som användes till bogårdsmurarna kom från närliggande marker och var ofta granit och gnejs.

## Typer
Bogårdsmurarna kan vara uppförda av olika slags sten och i olika konstruktioner.
Fältstensmuren var vanlig under 1800-talet. Den kallas också gråstensmur och är uppförd av natursten som har hittats i jorden, ofta i anslutning till odlad mark, så kallad fältsten. Bogårdsmurarna kan också vara uppförda av sprängd sten, huggen sten, stenplattor av till exempel skiffer eller kalksten eller stora stenblock. Bogårdsmurar kan också ha en kärna gjuten i betong och vara klädd på ytorna med naturstenar eller tunna stenskivor, så kallad beklädnadsmur.
Bogårdsmurar av gabioner har börjat förekomma.

## Öppningar i bogårdsmuren
Idag finns ofta grindar vid entréer in till kyrkogårdar. Från medeltiden fanns ofta en stiglucka, det vill säga en portal med överbyggnad. Stigluckor eller grindstolpar kan avvika från murens övriga utseende, och exempelvis vara murade i tegel eller vara putsade.

## Vanliga skador
Vanligt förekommande skador på bogårdsmurar är:
- Bogårdsmuren kalvar eller rasar på grund av att stenar kryper ur sitt läge, rörelser i marken, påkörning, tjäle, fukt som kommer in i konstruktionen eller annat.
- Putsskador som följd av fukt som kommer in i konstruktionen.
- Salt- och kalkutfällningar.
- Järn- och rostutfällningar.
- Träd som växer tätt inpå muren skjuter muren eller stenar ur läge.

Ett exempel på omläggning av en bogårdsmur på grund av skador, bland annat till följd av dålig grundläggning och inträngande rötter från träd, är bogårdsmuren vid Muskö kyrka, Stockholms län.

## Lagskydd
Bogårdsmurar är i Sverige skyddade enligt Kulturmiljölagens 4 kap. om kyrkliga kulturminnen. För bogårdsmurar på kyrktomter eller begravningsplatser som har tillkommit före utgången av år 1939 krävs alltid tillstånd från länsstyrelsen inför en ändring. Kyrkotomter och begravningsplatser tillkomna efter 1939 kan också vara skyddade. 

### Webbkällor
- http://www.riksdagen.se/sv/Dokument-Lagar/Lagar/Svenskforfattningssamling/Lag-1988950-om-kulturminnen_sfs-1988-950/#K4
- Muskö kyrka: Antikvarisk medverkan vid omläggning av bogårdsmur, Muskö kyrka, Muskö  socken, Haninge kommun, Södermanland, Stockholms län. Rapport 2011:44. Albin Uller https://web.archive.org/web/20140808060408/http://stockholmslansmuseum.se/site_media/upload/MuskoKa2011_44_Low.pdf